# Lanfeust w kosmosie
Lanfeust w kosmosie (fr. Lanfeust des Étoiles) – francuska seria komiksowa z pogranicza gatunków fantasy i science fiction, której autorami są Christophe (Scotch) Arleston (scenariusz) i Didier Tarquin (rysunki). Jest to kontynuacja serii Lanfeust z Troy. W oryginale ukazała się w ośmiu tomach nakładem wydawnictwa Soleil od 2001 do 2008. Po polsku opublikowało ją wydawnictwo Egmont Polska. 

## Fabuła
Po pokonaniu największego wroga planety Troy – pirata Thanosa – Lanfeust nie może długo żyć w spokoju. Na Troy przybywa statek kosmiczny. Okazuje się, że kraina, którą zna Lanfeust, jest jednym z wielu światów w kosmosie, a Lanfeust i Thanos odgrywają w nim specjalną rolę.

## Tomy
| Tom | Tytuł i rok wydania polskiego  | Tytuł i rok wydania oryginalnego   |
| --- | ------------------------------ | ---------------------------------- |
| 1   | Ich... czworo (2004)           | Un, deux... Troy (2001)            |
| 2   | Wieże Meirrionu (2005)         | Les Tours de Meirrion (2003)       |
| 3   | Piaski Abraxaru (2006)         | Les Sables d'Abraxar (2004)        |
| 4   | Wysysacze światów (2006)       | Les Buveurs de mondes (2004)       |
| 5   | W poszukiwaniu bakterii (2007) | La Chevauchée des bactéries (2005) |
| 6   | Zdrada pirata (2008)           | Le Râle du flibustier (2006)       |
| 7   | Tajemnica Dolfantów (2009)     | Le Secret des dolphantes (2007)    |
| 8   | Krew komet (2009)              | Le Sang des comètes (2008)         |